# Birger Lövgren
John Birger Lövgren, född 20 juli 1885 i Uppsala, död 31 augusti 1947 i Matteus församling
, var en svensk historiker.
Lövgren blev filosofie doktor vid Uppsala universitet 1915, adjunkt vid latinläroverket på Norrmalm i Stockholm 1913 och lektor vid allmänna läroverket på Södermalm 1929. Han utgav bland annat Ståndsstridens uppkomst (1915) samt ett flertal läroböcker.